# Оппенгеймер, Эрнест
Сэр Эрнест О́ппенгеймер (правильнее Эрнст О́ппенгеймер, англ. Ernest Oppenheimer, род. 22 мая 1880 г. Фридберг (Гессен) — ум. 25 ноября 1957 г. Йоханнесбург) — основатель золотодобывающей корпорации Anglo American и управляющий алмазодобывающей компании De Beers, известный филантроп.
Эрнест родился в 1880 году в немецком городе Фридберг. Мальчик был пятым сыном в семье еврея-торговца сигаретами. Когда в 1890-х годах в Германии стал усиливаться антисемитизм, Эрнест с братьями решили покинуть родину и обосноваться в Лондоне.
Семнадцатилетний еврейский юноша устроился в одну из лондонских фирм под названием Дункельсболер алмазным брокером. В то время в Южной Африке началась алмазная лихорадка, поэтому англичане получили широкий доступ к бриллиантам. За пять лет работы Эрнест завоевал такое уважение своих работодателей, что они решили назначить его своим представителем и отправить в Южную Африку, где он должен был лично заниматься закупкой алмазов в Кимберли.
Вернувшись в Кимберли, Оппенгеймер становится членом городского совета, а в 1912 году — мэром города. После начала Первой мировой войны и сопровождавших её гонений на немецких граждан в ЮАС Оппенгеймер уезжает в Лондон (в 1915 году), где принимает британское подданство и меняет имя на Эрнест. Вернувшись в Южную Африку в 1916, он 25 сентября 1917 года, при поддержке американского банка JP Morgan основывает корпорацию Anglo American, остававшуюся в течение долгого времени крупнейшим в мире концерном по добыче минерального сырья. В 1920 Э. Оппенгеймер становится также руководителем основанной ещё Сесилем Родсом алмазодобывающей фирмы De Beers, испытывавшей тогда финансовые трудности. По сегодняшний день пост президента De Beers остаётся в семейном владении фамилии Оппенгеймер.
Однако наиболее мощным созданием в империи Оппенгеймера оказалась Central Selling Organisation (CSO), называемая прессой также Синдикат, добившейся со временем контроля над 90 % мировых продаж алмазов. Во время Мирового кризиса, в 1930 году, Оппенгеймер скупил рынки по торговле алмазами и в 1950 основывает CSO. Обычно De Beers морским путём отправлял добытые по всему миру алмазы в Лондон; там они сортировались и более мелкими партиями рассылались крупным торговцам и гранильщикам.
Во время Второй мировой войны Оппенгеймер, опасаясь падения цен на алмазы, отказал американцам в поставках им технических алмазов. В ответ на это Оппенгеймеру было отказано в праве въезда в США, а операции компании De Beers в этой стране были свёрнуты как не отвечающие антимонопольному законодательству.
После того, как первая жена Э. Оппенгеймера в 1934 году умерла, и на следующий год утонул при купании на островах Мадейра его сын Фрэнк, предприниматель пережил тяжёлый душевный кризис и принял христианство. Вскоре после этого он женится на баронессе Каролине Харли.
После смерти Э. Оппенгеймера в 1957 году Синдикат и фирму De Beers возглавил его сын Гарри Фредерик Оппенгеймер.